# Глушанин, Евгений Павлович
Евгений Павлович Глушанин (2 ноября 1957 — 25 мая 2006) — российский историк-антиковед, доктор исторических наук, профессор Алтайского государственного университета.

## Биография
Родился 2 ноября 1957 г. в Анжеро-Судженске. В 1979 г. с отличием закончил АлтГУ, после направлен в аспирантуру ЛГУ. После службы в армии (1981-83) досрочно защитил кандидатскую диссертацию на тему «Генезис и позднеантичные особенности ранневизантийской армии IV — начала V вв.» (в Свердловске). С 1984 по 2006 гг. работал на кафедре всеобщей истории и международных отношений АлтГУ. Читал лекции по истории средних веков, древнего мира, спец. курсы по истории международных отношений, военной истории Византии, римскому праву. Скончался 25 мая 2006 г. после продолжительной болезни.
Одним из основных научных интересов Е. П. Глушанина являлась история ранневизантийского военного сословия, чему и была посвящена одна из двух его монографий. Первым в российской науке во второй половине XX века обратился к проблемам позднеримской армии. Автор более 60 научных работ. Под его руководством были защищены 2 кандидатские диссертации.

## Интересные факты
Евгений Павлович Глушанин фигурирует в качестве одного из главных героев вышедшего в 1992 году первого издания фантастической повести Николая и Сергея Ореховых «Барнаул — столица мира». Персонаж обладает удивительным свойством: он умеет раздваиваться и одновременно находиться в разных местах. Благодаря этому свойству Евгению Павловичу удается совмещать занятие наукой (в повести он пишет диссертацию о римских когортах) и работу в КГБ. Во втором издании имя персонажа изменено на Кирьян Политаевич Глушако.

## Научные работы
- Глушанин Е. П. Военная знать ранней Византии. — Барнаул: Алтайское книжное издательство, 1991. — 243 с.
- Статьи Е. П. Глушанина в издании «Античная древность и средние века» Архивная копия от 5 марта 2016 на Wayback Machine (открытый доступ)
- Список основных публикаций Е. П. Глушанина приведен в издании: Война и мир в истории Европы : сборник научных статей памяти профессора Е. П. Глушанина. — Барнаул: Изд-во Алт. ун-та, 2007. С. 7-10. Архивная копия от 19 октября 2016 на Wayback Machine (открытый доступ)